# La cometa di Halley
La cometa di Halley è un brano cantato da Irene Grandi, presentato al Festival di Sanremo 2010 al quale si è classificato 8º al televoto. Il 19 febbraio 2010, nella quarta serata del Festival, la cantautrice toscana ha cantato questo brano duettando con Marco Cocci.
Il singolo è stato pubblicato il 17 febbraio 2010 dall'etichetta discografica Warner Music Italy ed è stato inserito nell'album Alle porte del sogno, pubblicato contemporaneamente alla partecipazione della cantante alla manifestazione canora.
È stato scritto da Francesco Bianconi, leader dei Baustelle, insieme alla stessa Grandi.

## Descrizione
Il brano viene inserito nella compilation sanremese Super Sanremo 2010 e anche in Radio Italia Estate.
La canzone presenta un evidente omaggio ai Beatles. Nel finale infatti Irene Grandi ripete continuamente la frase "io ti dico addio, tu mi dici ciao", chiara citazione del brano Hello Goodbye del quartetto di Liverpool, il cui testo recita varie volte praticamente le stesse parole ma invertite: "you say goodbye, and I say hello". In seguito Francesco Bianconi ha confermato questa tesi.
È stato frequentemente trasmesso in radio, raggiungendo la posizione numero 1 dell'airplay.

## Video musicale
Il video musicale inizia con due uomini che si trovano su una cometa (inizialmente che sembra reale ma poi in seguito artificiale), e poi l'inquadratura passa dalla cometa fino al cielo stellato della Terra dove viene inquadrata la vista di Irene Grandi che guarda dal basso e che canta sdraiata sul cofano di un'auto rossa in stile anni settanta. Ad un tratto l'auto guidata da Irene si alza in volo e fino a raggiungere la galassia e trovare uno dei due uomini che la raggiunge in auto per poi riportarlo sul Pianeta Terra. Alla fine del video si vede l'inquadratura allontanarsi sempre di più da Irene sull'auto rossa.

## Tracce
1. La cometa di Halley – 3:52

## Classifiche

### Classifiche settimanali
| Classifica (2010) | Posizione massima |
| ----------------- | ----------------- |
| Italia            | 7                 |

### Classifica di fine anno
| Classifica (2010) | Posizione |
| ----------------- | --------- |
| Italia            | 41        |